# Max Daume
Max Daume (ur. 10 kwietnia 1894 w Küstrin, zm. 7 marca 1947 w Warszawie) – wysoki oficer hitlerowskiej policji i SS-Standartenführer, odpowiedzialny za masakrę polskich cywili w Wawrze (Zbrodnia w Wawrze).

## Życiorys
Urodzony w Küstrin (obecnie Kostrzyn nad Odrą), członek NSDAP (od 1 grudnia 1932) i SS. Był weteranem I wojny światowej.
Od listopada 1939 do marca 1940 był zastępcą dowódcy 31 pułku Regimentu Policji Porządkowej (Ordnungspolizei, skrót Orpo) Warschau (niem. Polizei-Regiment Warschau).
Daume osobiście nadzorował masakrę polskich cywilów w Wawrze 27 grudnia 1939. Poprzedniego dnia dwóch zawodowych przestępców zastrzeliło w restauracji znajdującej się w tej miejscowości dwóch niemieckich podoficerów z batalionu budowlanego. Mimo że miejscowa ludność zaoferowała pomoc w ujęciu sprawców, Daume nakazał schwytać 120 mężczyzn zamieszkujących Wawer (tylko od niego zależał sposób przeprowadzenia represji). Po przeprowadzeniu parodii sądu doraźnego i biciu 114 mężczyzn zostało skazanych na śmierć. Rankiem 27 grudnia zaprowadzono ich dziesiątkami na miejsce kaźni i rozstrzelano. Ogółem zginęło 106 (107 był restaurator Antoni Bartoszek, zginął przez powieszenie), pozostali zdołali przeżyć symulując śmierć. Była to pierwsza masowa egzekucja w Warszawie i okolicach. Zbrodnia była głośna nie tylko w Polsce, ale i za granicą. W 1944 Daume dowodził 58. Pułkiem SS.
Po wojnie wydany przez aliantów władzom polskim. Był sądzony przez Najwyższy Trybunał Narodowy wraz z trzema innymi przedstawicielami hitlerowskich władz Warszawy. Proces rozpoczął się 17 grudnia 1946 w sali Związku Nauczycielstwa Polskiego przy ul. Smulikowskiego 6/8. 3 marca 1947 Daume został skazany za udział w zbrodni w Wawrze na karę śmierci przez powieszenie. Wyrok wykonano 4 dni później w więzieniu mokotowskim.